# Allobuthus pescei
Genre
Espèce
Synonymes
- Buthiscorpius pescei Vachon & Heyler, 1985

Allobuthus pescei, unique représentant du genre Allobuthus, est une espèce fossile de scorpions de la famille des Anthracoscorpionidae.

## Répartition
Cette espèce a été découverte à Montceau-les-Mines en France. Elle date du Carbonifère.

## Systématique et taxinomie
Cette espèce a été décrite en 1985 sous le protonyme Buthiscorpius pescei par Max Vachon|Vachon et Daniel Heyler (d). Elle est reclassée en 1986 placée dans le genre Allobuthus par Erik Norman Kjellesvig-Waering.

## Étymologie
Cette espèce est nommée en l'honneur de Jean Sylvain Pesce.

## Publications originales
- Vachon & Heyler, « Description d’une nouvelle espèce de Scorpion : Buthiscorpius pescei (Stéphanien de Montceau-les-Mines, France). Remarques sur la classification des Scorpions (Arachnida) du Carbonifère », Bulletin de la Société d’Histoire Naturelle d’Autun, 1985, vol. 113, p. 29–47.
- (en) Erik Norman Kjellesvig-Waering, « A restudy of the fossil Scorpionida of the World », Palaeontographica Americana, 1986, vol. 55, p. 5-287.